# Hispellum
Hispellum (łac. Diocesis Hispellensis, wł. Diocesi di Spello) – stolica historycznej diecezji w Italii erygowanej w V wieku, a skasowanej w wieku IX.
Współczesne miasto Spello znajduje się w Prowincji Perugia we Włoszech. Obecnie katolickie biskupstwo tytularne ustanowione w 1968 przez papieża Pawła VI.

## Biskupi tytularni
| Lp. | Biskup                   | Funkcja                                | Od               | Do           |
| --- | ------------------------ | -------------------------------------- | ---------------- | ------------ |
| 1   | Antoine Nguyễn Văn Thiện | emerytowany biskup Vĩnh Long (Wietnam) | 12 lipca 1968    | 13 maja 2012 |
| 2   | Piergiorgio Bertoldi     | nuncjusz apostolski                    | 24 kwietnia 2015 |              |